# Žužemberk község
Žužemberk község (szlovénul Občina Žužemberk) Szlovénia 212 alapfokú közigazgatási egységének, azaz községének egyike. Központja Žužemberk kisváros. Lakosainak száma 4694 fő (2020. július 1.).

## Elhelyezkedése
Ljubljanától 53 kilométerre délnyugatra terül el, a községet mintegy kettészeli a Krka-folyó. Žužemberk község Kočevje, Dolenjske Toplice, Trebnje, Ivančna Gorica, Grosuplje, Dobrepolje és Mirna Peč községekkel határos.

## A község települései
Boršt pri Dvoru, Brezova Reber pri Dvoru, Budganja vas, Dešeča vas, Dolnji Ajdovec, Dolnji Kot, Dolnji Križ, Drašča vas, Dvor, Gornji Ajdovec, Gornji Kot, Gornji Križ, Gradenc, Hinje, Hrib pri Hinjah, Jama pri Dvoru, Klečet, Klopce, Lašče, Lazina, Lopata, Mačkovec pri Dvoru, Mali Lipovec, Malo Lipje, Pleš, Plešivica, Podgozd, Podlipa, Poljane pri Žužemberku, Prapreče, Prevole, Ratje, Reber, Sadinja vas pri Dvoru, Sela pri Ajdovcu, Sela pri Hinjah, Srednji Lipovec, Stavča vas, Šmihel pri Žužemberku, Trebča vas, Veliki Lipovec, Veliko Lipje, Vinkov Vrh, Visejec, Vrh pri Hinjah, Vrh pri Križu, Vrhovo pri Žužemberku, Zafara, Zalisec, Žužemberk és Žvirče.

## Története
Žužemberk körzet már 1868 előtt létezett, akkor azonban összevonták Novo Mestoval oly módon, hogy közigazgatásilag egyesültek, de a žužemberki bírósági körzet önálló maradt. 1996-ban fogadták el az önkormányzatok alapításáról és területük meghatározásáról szóló törvényt, mely alapján Szlovénia számos területén tartottak népszavazást, és ennek alapján több új községet hoztak létre. Ekkor jött létre a Novo mestotól elválasztott mai Žužemberk község, ahol 1998. november 22-én tartották az első önkormányzati választást.

## Népesség
| Lakosok száma | 4538 | 4507 | 4559 | 4574 | 4564 | 4571 | 4587 | 4622 | 4648 | 4694 |
|               | 2008 | 2009 | 2011 | 2012 | 2013 | 2015 | 2016 | 2017 | 2019 | 2020 |

## Fordítás
- Ez a szócikk részben vagy egészben  az   Občina Žužemberk című szlovén Wikipédia-szócikk ezen változatának fordításán alapul.  Az eredeti cikk szerkesztőit annak laptörténete sorolja fel. Ez a jelzés csupán a megfogalmazás eredetét és a szerzői jogokat jelzi, nem szolgál a cikkben szereplő információk forrásmegjelöléseként.